# Az Zahirah
Az Zahirah of Adh Dhahirah is een regio van Oman.
Az Zahirah telde in 2003 (exclusief de in 2006 naar Al Buraimi afgesplitste districten) bij de volkstelling 130.177 inwoners op een oppervlakte van 17.000 km². In 2010 bedroeg het aantal inwoners 151.664.
De regio omvat de volgende districten (wilayat) en hun aantal inwoners in 2010:
- Dank	17.191
- Ibri	116.416
- Yanqul	18.057.